# Catharina Elisabeth Goethe
Catharina Elisabeth Goethe, urodzona jako Catharina Elisabeth Textor (ur. 19 lutego 1731 we Frankfurcie nad Menem, zm. 13 września 1808 tamże) – matka niemieckiego poety, Johanna Wolfganga von Goethego, żona, Johanna Caspara Goethego. Jej pseudonim „Frau Aja” pochodzi z książki ludowej – Die vier Haimonskinder (pol. Czworo dzieci z Hajmonu).

## Życiorys

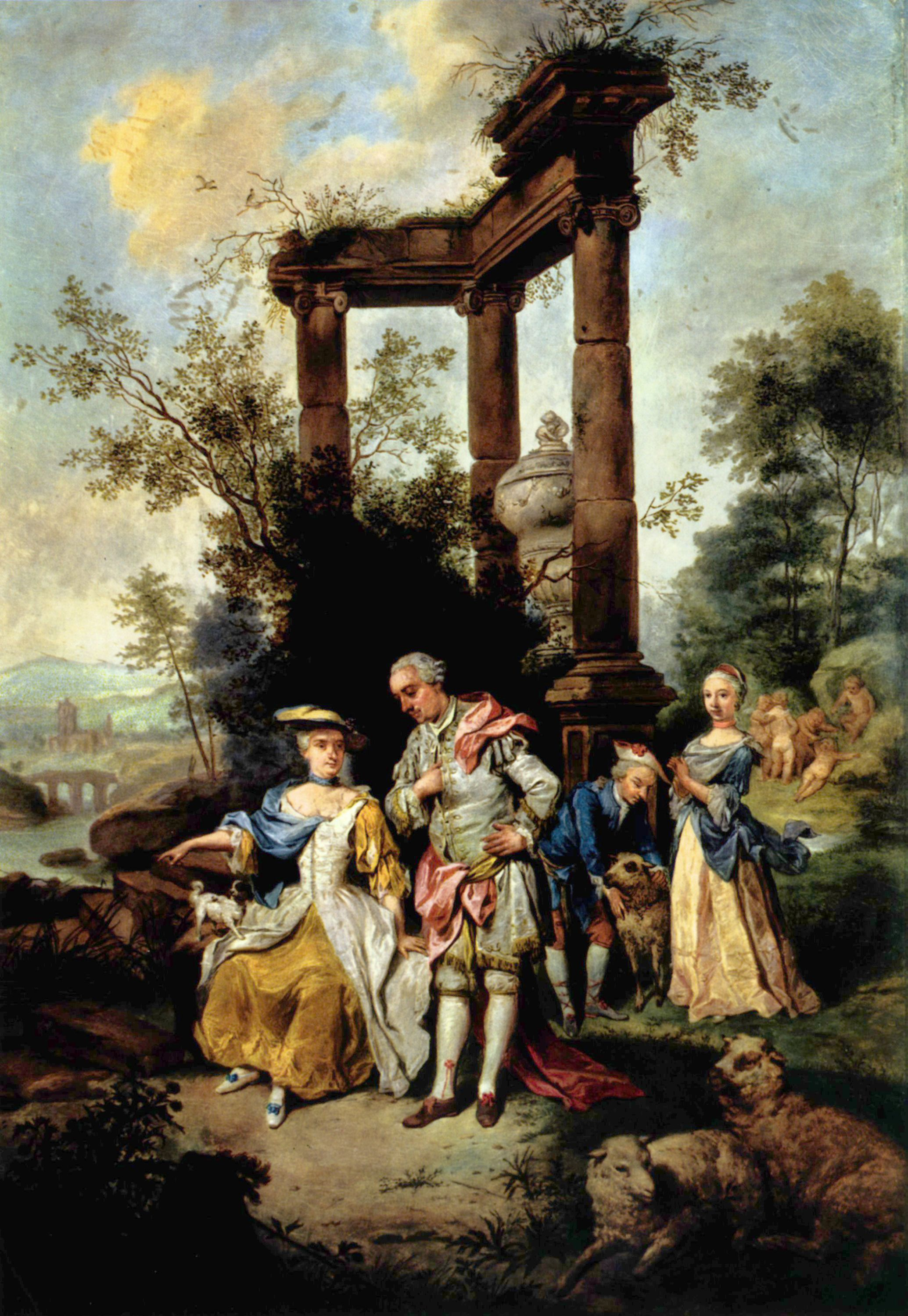
Rodzina Goethe w Schäfertracht, 1762; obraz namalowany przez Johanna Konrada Seekatza

Catharinę Elisabeth Goethe wydano za dwa razy starszego od niej Johanna Caspara Goethego. Ich małżeństwo nie należało do najłatwiejszych. Tym bardziej, że Goethe wychodząc za mąż miała dopiero siedemnaście lat. Mimo to małżeństwo doczekało się sześciorga dzieci. Czworo z nich bardzo wcześnie umarło. Goethe został tylko syn, Johann Wolfgang i córka, Cornelia.
Catharina Elisabeth Goethe zajmowała się głównie domem i dziećmi. Rodzina żyła z fortuny, którą posiadał jej mąż, Johann. W którymś momencie dom rodziny Goethe zaczął stawać się centrum duchowym. Zaczęto pielęgnować kontakty z takimi osobami, jak: Wieland, Merck i Crespel. Te spotkania, jak i talent Cathariny Elisabeth do opowiadania historii promował rozwój jej dzieci.
Po śmierci męża, Goethe sprzedała dom we Frankfurcie nad Menem przy ulicy Großer Hirschgraben i przeprowadziła się do mieszkania. Lubiła chodzić do teatru i utrzymywać różnorodne kontakty. Do jej przyjaciół należeli: Sophie von La Roche, Bettine Brentano, Karl Wolfgang Unzelmann, Anna Amalia z Brunszwiku-Wolfenbüttel, Bethmannowie, Johann Caspar Lavater, Johann Gottfried Herder i Luiza Pruska.
Catharina Elisabeth Goethe nie tylko potrafiła opowiadać historie. Była także utalentowaną pisarką, pisała listy. Niestety jej syn spalił ponad 200 jej listów.

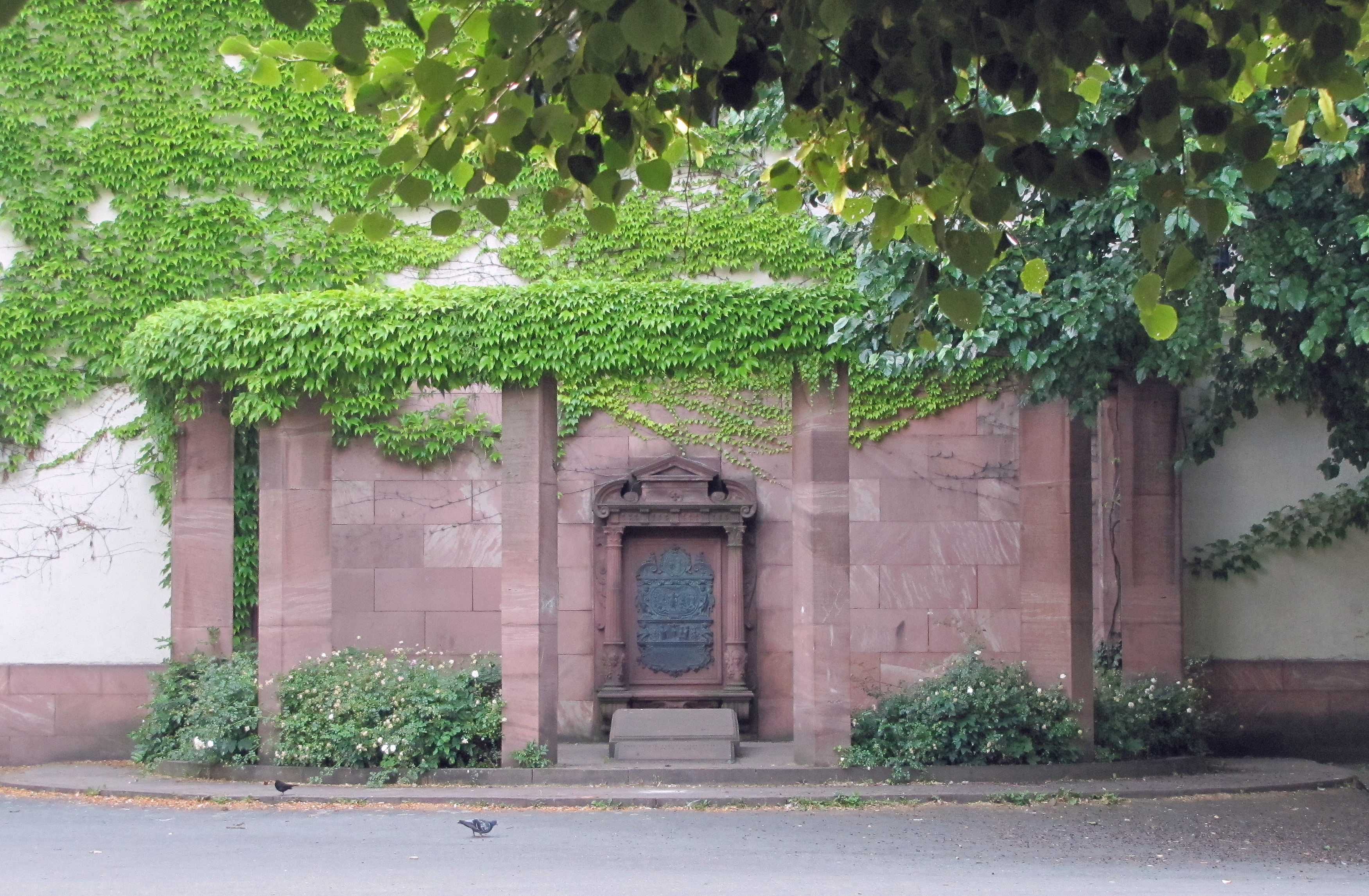
Grób Cathariny Elisabeth Goethe we Frankfurcie nad Menem przy kościele Piotra – (niem. Peterskirche).

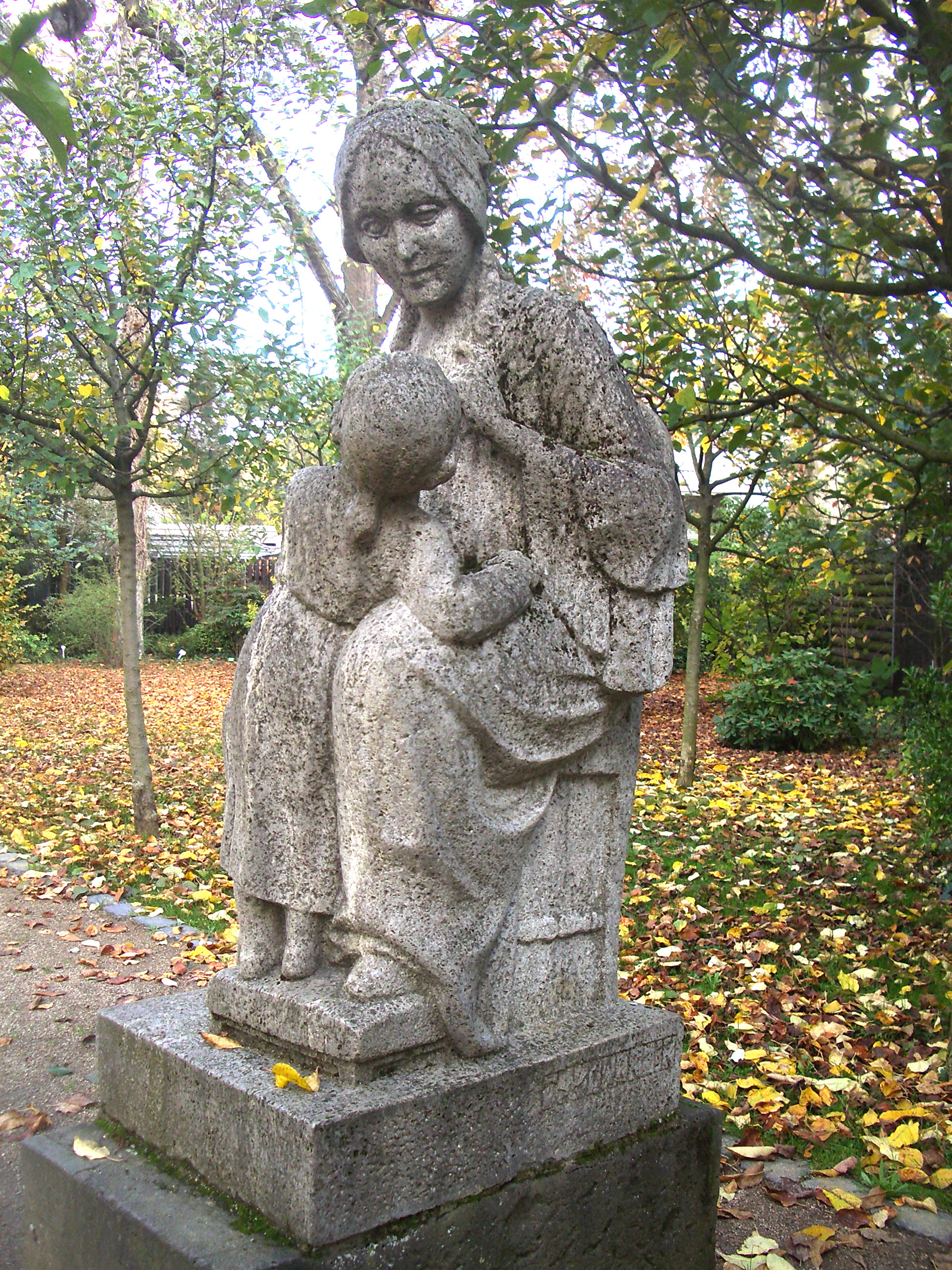
Pomnik Cathariny Elisabeth Goethe w ogrodzie palmowym we Frankfurcie.

Zmarła z dala od ukochanego syna. Ostatnie osiem lat nie mając z nim kontaktu. Co prawda Johann Wolfgang von Goethe nie raz zapraszał ją do siebie, do Weimaru, ale nigdy nie skorzystała z jego i jego żony zaproszenia. Zmarła w wieku siedemdziesięciu siedmiu lat.

## Rodzina[8]
- Johann Wolfgang Textor – ojciec;
- Anna Margaretha Textor – matka;
- Johann Caspar Goethe – mąż;
  - Hermann Jacob Goethe – syn;
  - Georg Adolf Goethe – syn;
  - Johann Wolfgang von Goethe – syn;
  - Catharina Elisabeth Goethe – córka;
  - Cornelia Friederike Christiane Schlosser (Goethe) – córka;
  - Johanna Maria Goethe – córka.